# Adolf Richard Walther
Adolf Richard Walther (* 17. Juli 1885 in Mainz; † 31. Januar 1948 in Bayern) war ein deutscher Hochschullehrer für Tierzucht und Rektor der Landwirtschaftlichen Hochschule Hohenheim.

## Leben und Wirken
Walther promovierte 1910 an der Universität Leipzig zum Dr. med. vet. und 1912 zum Dr. phil. an der Universität Gießen. Nach seiner Habilitation wurde er Privatdozent (1913) in Gießen. Im Jahr 1921 nahm er einen Ruf als Ordinarius auf den Lehrstuhl für Tierzucht der Landwirtschaftlichen Hochschule Hohenheim an. In den Jahren 1931–32 war er Rektor der Hochschule Hohenheim. 1933 legte er seine Ämter an der Hochschule aus persönlichen Gründen nieder.

## Arbeiten zu den Fellfarben der Pferde
Bereits im Jahre 1912 legte Walther anhand der Stutbücher von Lipizza, Trakehnen, Salzburg und Westpreußen die Grundlage für eine genetische Einteilung der Pferdefarben. In den Stutbüchern finden sich nähere Angaben zur Fellfarbe, wie beispielsweise im Falle des Fuchses die Varianten Dunkelfuchs, Kohlfuchs, Lichtfuchs. Walther führte die Pferdefarben auf die Kombination von fünf Faktorenpaaren zurück: Rötung, Schwärzung, Langhaar Aufhellung, Schimmelung und Scheckung. Gemäß seiner Theorie können die Faktoren Schwärzung, Schimmelung und Scheckung die anderen Faktoren jeweils überlagern.
| Faktor (Wissenstand 1912) | Gen | Auswirkung       | Vererbung | Überlagerung                                   | Beschränkung                           |
| ------------------------- | --- | ---------------- | --------- | ---------------------------------------------- | -------------------------------------- |
| Grundfarbe (Rötung)       | A   | Gelbfärbung      | dominant  | B (Schwärzung), D (Schimmelung), E (Scheckung) |                                        |
|                           | a   | Rotfärbung       | rezessiv  |                                                |                                        |
| Schwärzung (rapp)         | B   | Schwarzfärbung   | dominant  | D (Schimmelung), E (Scheckung)                 |                                        |
|                           | b   | kein Schwarz     | rezessiv  |                                                |                                        |
| Verteilung (Langhaar)     | C   | Aufhellung       | dominant  | D (Schimmelung), E (Scheckung)                 | B (Schwärzung) auf Langhaar beschränkt |
|                           | c   | keine Aufhellung | rezessiv  |                                                |                                        |
| Schimmelung               | D   | Schimmel         | dominant  |                                                |                                        |
|                           | d   | kein Schimmel    | rezessiv  |                                                |                                        |
| Scheckung                 | E   | Schecke          | dominant  |                                                |                                        |
|                           | e   | kein Schecke     | rezessiv  |                                                |                                        |

Jeder Elternteil gibt laut Walther dem Nachkommen dabei zu jedem Faktorenpaar jeweils ein Gen mit. Mit Großbuchstaben bezeichneten Gene sind dominant gegenüber den mit Kleinbuchstaben bezeichneten Genen desselben Faktors.
Die Gene für Schwärzung (B), Schimmelung (D) und Scheckung (E) überlagern den Faktor Grundfarbe (Aa).
Die Gene für Schimmelung (D) und Scheckung (E) überlagern die Faktoren Schwärzung (Bb) und Verteilung (Cc).
Des Faktor Verteilung (CC oder Cc) bewirkt, dass sich die Schwärzung auf Langhaar und Beine beschränkt, bei den anderen Faktoren hat sein Auftreten keine Auswirkung. Diese Gene werden also homozygot als 2 dominante Gene (z. B. AA oder auch aa) oder heterozygot
als dominant/rezessives Paar (Aa oder aA) weitergegeben. Die Basis-Fellfarbe eines Pferdes ergibt sich daraus nach Walther wie folgt:
| Fellfarbe (Wissenstand 1912) | Grundfarbe | Schwärzung | Verteilung | Schimmel | Schecke  |
| ---------------------------- | ---------- | ---------- | ---------- | -------- | -------- |
| Fuchs                        | beliebig   | bb         | beliebig   | dd       | ee       |
| Isabell, Palomino            | aa         | bb         | beliebig   | dd       | ee       |
| Braun                        | Aa, AA     | Bb, BB     | Cc, CC     | dd       | ee       |
| Falbe                        | Aa, AA     | Bb, BB     | Cc, CC     | dd       | ee       |
| Rappe                        | aa         | Bb, BB     | cc         | dd       | ee       |
| Schimmel                     | beliebig   | beliebig   | beliebig   | Dd, DD   | beliebig |
| Schecke                      | beliebig   | beliebig   | beliebig   | dd       | Ee, EE   |

Aus dieser Tabelle ergeben sich gemäß Walther auch die möglichen Farben von Nachkommen. So sind die Nachkommen zweier Rappen, von denen mindestens einer homozygot, also reinerbig bezüglich der Schwärzung (BB) ist, aufgrund der Dominanz der Schwärzung immer Rappen, während zwei heterozygote, also gemischterbige Rappen (Bb) folgende Arten von Nachkommen haben können: Ist das die Schwarzfärbung verursachende Gen nicht weitervererbt worden, so entstehen laut Walther je nach Ausprägung der Grundfarbe A entweder Füchse, bei denen weder A noch B ausgeprägt sind (aabb) oder Isabellen mit mindestens einem A, aber keinem ausgeprägten B (Aabb, AAbb). Wird das die Schwärzung verursachende Gen B hingegen von dem gemischterbigen Rappen weitervererbt, so entstehen wiederum Rappen, die dann ihrerseits, je nachdem, ob nur ein Elternteil oder beide Eltern das B vererbten, entweder heterozygot (Bb) oder homozygot (BB) sein können.

## Publikationen (Auswahl)
- Beitrag zur Kenntnis der Vererbung der Pferdefarben (1912)
- Die Vererbung unpigmentierter Haare (Schimmelung) und Hautstellen („Abzeichen“) bei Rind und Pferd als Beispiele transgressiv fluktuierender Faktoren, Habilitationsschrift (1913)[3]
- Der Sumpfbiber (Nutria), seine Zucht und Haltung als Pelztier (1930)
- Unser Wissen von der lebenden Substanz (Hohenheimer Rektoratsrede 1932)[4]
- Tierzucht, Lehrbuch für die Landwirtschaftsschulen in Württemberg-Baden (1947)